# 南十字星恋歌
『南十字星恋歌』(みなみじゅうじせいれんか）は、すたじお緑茶が2014年9月26日に発売した18禁美少女アドベンチャーゲームである。略称は「みなこい」。

## ゲームシステム、制作
すたじお緑茶制作の第9弾作品。南国の学園を舞台に、個性的なヒロイン達と共に様々なトラブルに巻き込まれていくドタバタラブコメディである。
ブランド過去作『恋色空模様』と同じく、原画：るちえ、シナリオ：氷雨こうじ、企画原案＆監督：まとまによる作品。ブランドの過去作品の舞台がほとんど日本だったため、本作品は海外の島を舞台とした。ただしユーザーの受け取りやすさを考えて、日本人が多くいる学園を主舞台としている。

## あらすじ
砥部亮輔は学業のかたわらアルバイトで2人の妹・れなとりなを養っていたが、過労で倒れてしまう。そんな兄を心配したれなとりなは、飛び級で大学課程を終えた頭脳を活かして、南の島国・グインベルン公国の研究所へ就職し、兄と共に引っ越す。グインベルン公国の日本語学校に転入した亮輔だが、なぜか問題児ばかりの特待科に編入されてしまい、個性的なメンバーに振り回されながら慌ただしい学園生活を送っていく。

## 登場人物
声優は基本的に非公開だが、一部のキャストは後述の『みなこい☆らじお』で公開。

### 主人公
砥部 亮輔（とべ りょうすけ）
本作の主人公。グインベルン公国日本語学校高等部特待科4年。妹達に連れられて南国のグインベルン公国へ引っ越し、日本語学校へ転入する。田舎暮らしが長かったため強い体力やサバイバル能力を持つが、公国の近代的な生活や、学校の難しい授業になかなかついて行けていない。困った時は考えるよりも行動してしまうため、よくトラブルに巻き込まれてしまう。かけている眼鏡は妹たちが研究所から借りたウェアラブルPCで、度は入っていない。

### ヒロイン
布志名 香乃梨（ふじな かのり）
声 - 月城真菜
身長：160cm位 / 体重：内緒 / B86/W59/H88
特待科4年。グインベルン公国王族と日本人とのハーフのお姫様。気品にあふれる容姿とおしとやかな物腰から国中から愛される人気者。しかし実は猫かぶりで、敵に対しては容赦ない裏の顔を持ち、身内からは「鋼鉄の姫」と呼ばれている。
エリーゼ・ローゼンタール(Elise Rosenthal)
身長：145cm位 / 体重：結構軽い / B71/W53/H75
普通科4年。公国の貴族で、剣の達人の騎士。香乃梨の親友で、彼女のために現地の学校ではなく日本語学校に通っている。礼節を重んじ、生真面目で堅物で融通が利かない。亮輔達と同学年に見えない小柄な体格で、小さい胸にコンプレックスを持っている。香乃梨を通して日本の文化に触れており、日本のアニメ・漫画・時代劇が大好き。
楢岡 魅月（ならおか みつき）
身長：166cm位 / 体重：それなりの重さ / B88/W60/H85
研究科5年。年齢は亮輔より1つ年上だが、飛び級で研究科（卒業扱い）に所属し、授業も受けていない。天才的な頭脳を持ち、彼女が作った電磁カタパルトやレールガンなどは企業から引き合いがあるくらいだが、性格はズボラでグータラな自由人。研究に没頭すると寝食を忘れ、倒れてしまうこともある。自身は抜群のプロポーションを持つが、“ちっぱい専門のおっぱいソムリエ”を自称し、エリーゼや咲弥によくセクハラしている。
波佐見 都（はさみ みやこ）
声 - 夏野こおり
身長：158cm / 体重：意外と軽い / B83/W59/H83
普通科4年→特待科4年。亮輔とは同じ歳の従妹だが、幼少の頃に祖父母の家で一緒に暮らしていた時から“兄と妹”の関係。現在は巨大企業の社長令嬢で、財力だけなら姫君の香乃梨を上回る。他人に対しては素っ気なく毒舌で、特に亮輔にはきつい態度を取るが実は愛情の裏返し。他の女子が亮輔に近づくと不機嫌になり、特に香乃梨とは犬猿の仲。
堤 咲弥（つつみ さくや）
声 - くすはらゆい
身長：150cm / 体重：かなり軽い / B78/W57/H79
普通科3年。亮輔たちの1つ年下の後輩。好奇心旺盛で人懐っこく、記憶力抜群で授業を聞いているだけでテストは満点を取れる。パソコンやネットに詳しいオタクで、パソコンやタブレットを何台も所有しており、校内の施設をハッキングして様々に利用している。凹凸が少ない体型を本人は「エコボディ」と言っているが、お菓子を大量に食べている。

### サブキャラクター
砥部 れな（とべ れな） / 砥部 りな（とべ りな）
声 - 有栖川みや美（れな） / 咲ゆたか（りな）
身長：135cm / 体重：超軽量 / BWH：ちいさい
亮輔の実妹。れなが姉、りなが妹の双子。2人とも飛び級で大学修士課程を終えた天才で、企業の研究施設で働く。れなはツンツンして生意気、りなは無口でおとなしい性格。2人とも人見知りで、亮輔が大好きなお兄ちゃんっ子。
小代 遥佳（しょうだい はるか）
声 - 桜川未央
身長：166cm / 体重：意外と軽い / B93/W60/H83
亮輔の遠縁で、りな・れなを世話している面倒見のいい女性。いつもメイド服を着ているが、仕事ではなく単なる趣味。
九谷 由子（くたに ゆうこ）
身長：158cm / 体重：普通 / BWH：普通
特待科4年。亮輔達のクラスメイト。特待科の委員長で頑張り屋だが、そのせいでよく損をしている。
萩 真名（はぎ まな）
身長：160cm位 / 体重：謎 / B89/W59/H90
普通科5年。学園でも少数の優等科に所属するガリ勉の優等生だが、魅月にはいつも勝てず悩んでいる。魅月の親友でよく面倒を見ている。主水の姉。
出石 ゆい（いずし ゆい）
声 - 宮沢ゆあな
身長：150cm / 体重：やっぱり軽い / B79/W57/H81
普通科3年。咲弥のクラスメイトで親友。お節介で正義感が強く、学校では風紀委員を務める。
小鹿田 光（おんた ひかる）
身長：160cm / 体重：謎 / BWH：わりと謎
特待科4年。寮では亮輔の隣の部屋に住む。女の子っぽくかわいい外見で、亮輔はいろいろ悩まされる。
萩 主水（はぎ もんど）
身長：175cm以上 / 体重：謎 / BWH：わりと謎
特待科4年。亮輔の親友。資産家の御曹司で、自信家だが成績は最下位。
クリストハルト・ランゲンタール
身長：190cm以上 / 体重：謎 / BWH：わりと謎
亮輔たちのクラスメイトで、香乃梨を護衛する騎士。巨体にいつも甲冑をまとい、生真面目で融通が利かない。
波佐見 弘樹（はさみ ひろき）
身長：170cm中盤 / 体重：…… / BWH：知りたいのか？
日本語学校の生徒会長で、都の腹違いの兄。都とは仲が悪い。
イーリン
身長：168cm / 体重：見た目より重い / BWH：最近垂れてきたらしい
香乃梨の秘書兼ボディーガード兼メイド長。亮輔たちが住む寮の寮母まで務める有能な女性。
シャリー / セス
声 - 咲ゆたか（シャリー） /  有栖川みや美（セス）
身長：161cm / 体重：メイド長よりは軽い / BWH：メイド的なスタイル（シャリー）
身長：160cm / 体重：メイド長よりは軽い / BWH：メイド的なスタイル（セス）
香乃梨のお付きのメイド。メイド長のイーリンとは違って軽くくだけた性格だが、仕事は完璧。

## 用語
グインベルン公国
物語の主舞台。南シナ海にある小さな列島からなる島国。その中でも大きな4つの島が東西南北に並ぶ地形から別名「サザンクロス」とも呼ばれる。立憲君主国家で、国王はアーレンベルク5世。元々は観光業中心の国だったが、日本の支援を受けて近代的な都市国家へ発展しつつある。日本人が多く移住した日本人街には、亮輔たちが通う日本語学校がある。

## 制作スタッフ
- 企画原案・シナリオ - まとま[5]
- シナリオ - 氷雨こうじ[1]
- 原画 - るちえ[1]、あなぽん（サブキャラクター）
- SD原画 - 広瀬まどか[1]
- プロデューサー - いたがみしんじゅう[1]

## 主題歌

### オープニングテーマ
glow in the darkness
歌 - fripSide / 作詞 - Lira / 作曲・編曲 - Kai kawasaki
Dash Out!!
歌 - AiRI / 作詞・作曲・編曲 - ユージ・ナイトー

### エンディングテーマ
君に出逢って恋をして
歌 - i.o / 作詞・作曲 - 津上潤也 / 編曲 - レインメーカー

## WEBラジオ
インターネットラジオステーション〈音泉〉にて、WEBラジオ『みなこい☆らじお』が配信された。配信期間は2013年10月3日から2014年10月2日まで。隔週木曜日更新。全27回。
パーソナリティは『島と海と☆こいそらじお』でも共にパーソナリティを務めた、月城真菜（布志名香乃梨役）と夏野こおり（波佐見都役）。本作品では公式サイト・ゲーム内クレジットなどでもキャストは公開されていないが、ラジオではパーソナリティ及びゲストの役名が公開された。

### ゲスト
- 桜川未央（小代遥佳役：第9、23回）[20][21]
- 宮沢ゆあな（出石ゆい役：第15回）
- くすはらゆい（堤咲弥役：第25回）[18]
- 有栖川みや美（砥部れな、セス役：第26回）[18]
- 咲ゆたか（砥部りな、シャリー役：第26回）[18]

### ラジオCD
ラジオCD「みなこい☆らじお」Vol.1
2014年9月24日発売（8月15日～17日のコミックマーケット86で先行発売）。Disc1：録りおろし番組（ゲスト：桜川未央）、Disc2：番組第1回〜第14回を収録。